# ヌイイ＝プレザンス
ヌイイ＝プレザンス （Neuilly-Plaisance）は、フランス、イル＝ド＝フランス地域圏、セーヌ＝サン＝ドニ県のコミューン。

## 地理
パリの東約14km、アヴロン台地の南東にあたり、マルヌ川の北岸に市街がある。

## 由来
ヌイイとは、自治体名novale/isから派生したNobilia-cumに由来する。この言葉はマルヌ川のほとりで新たに土地が広げられたことを意味し、ラテン語のnovusとは新しいことを意味する。ヌイイの名称がつく自治体は84あり、名前が一致するのみならず、近年の開拓でなく古代の集落があったこと、ほとんどが川のほとりにあることが一致する。
プレザンスとは、マルヌの沼地を背景にもつ快適な場所であることを意味する。この名称は初期には集落の名前であり、ヌイイ＝シュル＝マルヌにある通りの名称でもある。

## 歴史
フランス革命前、コミューンの現在の場所はアヴロン城内の庭園となっていた。
ヌイイ＝プレザンスは1892年、ヌイイ＝シュル＝マルヌから分離されコミューンとなった。
1964年7月10日法施行まで、ヌイイ＝プレザンスはセーヌ＝エ＝オワーズ県に属した。セーヌ県とセーヌ＝エ＝オワーズ県が再編され、セーヌ＝サン＝ドニ県が1968年に新設されると、セーヌ＝サン＝ドニに属することとなった。

## 交通
- 鉄道 - RER A線ヌイイ＝プレザンス駅